# Allan J. Kuethe
Allan J. Kuethe (Waverly, Iowa, Estados Unidos, 1 de febrero de 1940), es un distinguido historiador e hispanista, que ha realizado la mayor parte de su carrera profesional en la Universidad de Texas Tech, Lubbock (Texas, Estados Unidos) y que ostenta entre otras muchas distinciones el título de Horn Professor de la Universidad Texas Tech (Lubbock) por su trayectoria académica e intelectual centrada principalmente en el ámbito de la Historia de España y América durante el siglo XVIII. Es uno de los mayores expertos mundiales de las reformas borbónicas del siglo XVIII español.

## Biografía
Allan J. Kuethe comenzó sus estudios en la University of Iowa, culminándolos en 1962. Posteriormente hizo el Master of Arts en la University of Florida en 1963 y finalmente obtuvo el grado de Doctor of Philosophy en la University of Florida en el año de 1967.
Su carrera profesional la comenzó como Assistant to associate professor en la Texas Technology University, Lubbock, entre 1967-1979. Posteriormente professor entre 1979-1990, Paul Whitfield Horn professor desde 1990, y Jefe del Departamento de Historia de 1992 a 2001. Entre sus muchas posiciones académicas destacan: Grantee, United States-Spanish Joint Committee Educational and Cultural Affairs, 1983-1984; Woodrow Wilson fellow, 1962-1963, Fulbright-Hays fellow, 1965-1966, Fulbright-Hays Research Abroad fellow, 1986-1987.
En 2014 ingresó en la Real Academia de la Historia de España (Madrid). Igualmente, en 2012 recibió una "Mención de Honor" en el 54.º Congreso Internacional de Americanistas celebrado en Viena.
En 2001 estableció el Tech University Center en Sevilla, que acoge a casi 100 estudiantes norteamericanos cada año.

## Trayectoria
La trayectoria inicial estuvo vinculada a su interés por la Historia de América y la relación con las políticas reformistas de los Borbones españoles durante el siglo XVIII. Su primera obra, publicada en 1978 y editada por University of Florida Press, se denominó Military Reform and Society in New Granada, 1773-1808, y que dispone de edición en español, es toda una referencia de los estudios del rol jugado por las reformas militares en el ámbito neogranadino. En ella analiza las implicaciones de los cambios estructurales de la administración militar en el seno de la sociedad de Nueva Granada y su posible impacto en el proceso de independencia iniciado después de 1810. En 1986 publicó Cuba, 1753-1815: Crown, Military, and Society, en donde analiza los mismos mecanismos en Cuba, área vital a los intereses españoles en el Caribe, pero con mayor importancia gracias al poder de su élite política y mercantil.
En 1999 coordinó sendos volúmenes de la Historia general de América Latina (UNESCO), junto con el historiador panameño Alfredo Castillero Calvo. Otros trabajos publicados en revistas académicas y libros tratan asuntos relacionados con la política mercantil borbónica, las élites americanas, las milicias americanas, la frontera norte del virreinato de Nueva España o los conflictos internacionales durante el siglo XVIII.
En 2014 publicó The Spanish Atlantic World in the Eighteenth Century: War and the Bourbon Reforms, 1713–1796, con edición en español de 2018, obra cumbre de su carrera, junto con el también notable historiador norteamericano Kenneth Andrien. En ella, siguiendo la historia comparada, hace un brillante estudio del rol jugado por España durante el siglo XVIII como potencia militar y mercantil en relación con su Imperio colonial.
Ha impartido cursos y conferencias en más de 20 países y colaborado con los más reputados hispanistas del momento.

## Obras
- La política comercial para América en el siglo XVIII, en La expansión comercial del siglo XVIII, Europa, España y América: el protagonismo de Cádiz / coord. por Manuel Bustos Rodríguez, 2019, ISBN 978-84-9828-733-2, págs. 89-102.[9]
- La crisis naval a finales del siglo XVIII, en El Estado en guerra: expediciones navales españolas en el siglo XVIII / coord. por María Baudot Monroy, 2014, ISBN 978-84-96813-95-3, págs. 309-330.[10]
- Decisiones estratégicas y finanzas militares del siglo XVIII, en Por la fuerza de las armas: ejército e independencias en Iberoamérica / Juan Marchena Fernández (ed. lit.), Manuel Chust Calero (ed. lit.), 2008, ISBN 978-84-8021-628-9, págs. 83-100.[11]
- El situado mexicano, los azucareros y la fidelidad cubana: comparaciones con Puerto Rico y Nueva Granada, en Las Antillas en la era de las luces y la revolución / coord. por José Antonio Piqueras Arenas, 2005, ISBN 84-323-1198-7, págs. 301-318.[12]
- Las milicias disciplinadas en América, en Soldados del Rey. en El ejército borbónico en América colonial en vísperas de la independencia / Allan J. Kuethe (ed. lit.), Juan Marchena Fernández (ed. lit.), 2005, ISBN 84-8021-518-6, págs. 101-126.[13]
- La Casa de la Contratación en la época de su traslado a Cádiz, en La Casa de la Contratación y la navegación entre España y las Indias / coord. por Enriqueta Vila Vilar, Antonio Acosta Rodríguez, Adolfo Luis González Rodríguez, 2004, ISBN 84-00-08206-0, págs. 205-218.[14]
- La familia O`farrill y la élite habanera, (with José Manuel Serrano), en Elites urbanas en Hispanoamérica: de la conquista a la independencia / coord. por Manuela Cristina García Bernal, Luis Navarro García, Julián B. Ruiz Rivera, 2005, ISBN 84-472-0874-5, págs. 203-212.[15]
- Traslado del consulado de Sevilla a Cádiz: nuevas perspectivas, en Relaciones de poder y comercio colonial: nuevas perspectivas / Enriqueta Vila Vilar (ed. lit.), Allan J. Kuethe (ed. lit.), 1999, ISBN 84-00-07812-8, págs. 67-82.[16]
- The Early Reforms of Charles III in the Viceroyalti of New Granada, 1759-1776, en Reform and insurrection in Bourbon New Granada and Peru / coord. por John Robert Fisher, 1990, ISBN 080711569X, págs. 19-40.[17]
- Relaciones de poder y comercio colonial: nuevas perspectivas, Enriqueta Vila Vilar (ed. lit.), Allan J. Kuethe (ed. lit.), Consejo Superior de Investigaciones Científicas, CSIC, Escuela de Estudios Hispanoamericanos, 1999. ISBN 84-00-07812-8.[18]
- La Política real y el traslado del Consulado en tiempos del Régimen Antiguo, Stud. his., H.ª mod., 39, n. 2 (2017), pp. 53-74.[19]
- More on "The Culmination of the Bourbon Reforms": A Perspective from New Granada,The Hispanic American Historical Review Vol. 58, N.º 3 (Aug., 1978), pp. 477-480 (4 pages), Published By: Duke University Press.[20]